# L'amour est sans pitié
Albums de Jean Leloup
Menteur Le Dôme
Singles
1. L'amour est sans pitié
Sortie : 1990
2. Cookie
Sortie : 1990
3. 1990
Sortie : 1991
4. Isabelle
Sortie : 1991
5. Rock 'n' roll pauvreté
Sortie : 1991
6. Nathalie
Sortie : 1991

L'amour est sans pitié est le deuxième album studio de Jean Leloup, sorti en 1990. En 1991, l'album est de nouveau publié, ajoutant les chansons 1990, Décadence et un remix de la pièce Cookie.

## Liste des chansons
| No  | Titre                   | Durée |
| --- | ----------------------- | ----- |
| 1.  | Cookie                  | 2:56  |
| 2.  | Rock 'n' roll pauvreté  | 3:09  |
| 3.  | Isabelle                | 2:49  |
| 4.  | Think About You         | 3:10  |
| 5.  | Dr. Jekyll and Mr. Hyde | 2:44  |
| 6.  | L'Antiquaire            | 3:35  |
| 7.  | Barcelone               | 2:50  |
| 8.  | L'amour est sans pitié  | 3:20  |
| 9.  | L'Escargot              | 2:11  |
| 10. | Rich                    | 3:56  |
| 11. | Nathalie                | 2:59  |
| 12. | Smoky Man               | 4:43  |

| No  | Titre          | Durée |
| --- | -------------- | ----- |
| 13. | 1990           | 5:11  |
| 14. | Décadence      | 2:13  |
| 15. | Cookie [Remix] | 2:53  |